# We Were Dead Before the Ship Even Sank
We Were Dead Before the Ship Even Sank è il quinto album discografico del gruppo musicale indie rock statunitense Modest Mouse, pubblicato nel 2007.

## Il disco
Si tratta dell'unico LP della band pubblicato insieme al chitarrista dei The Smiths Johnny Marr.
Registrato presso lo Sweet Tea Studio di Oxford (Mississippi) con il produttore Dennis Herring, il disco vede il ritorno di Jeremiah Green alla batteria e la partecipazione di James Mercer (The Shins) alla voce.
Ha un forte tema nautico ed è stato originariamente concepito come un concept album riguardante un equipaggio che muore in ogni canzone.
Il primo singolo diffuso è stato Dashboard, pubblicato nel gennaio 2007. Il secondo è stato Missed the Boat, pubblicato con un video diretto da Christopher Mills. Il terzo estratto è stato invece Little Motel.
Ha debuttato direttamente alla prima posizione della classifica di vendita Billboard 200, vendendo circa 128 000 copie nella prima settimana.
L'album è stato certificato disco d'oro dalla RIAA avendo venduto oltre 500 000 copie negli Stati Uniti. Nel Regno Unito ha avuto un successo inferiore, avendo raggiunto la posizione #47 della Official Albums Chart.

## Tracce
I testi di tutte le tracce sono di Isaac Brock, le musiche dei Modest Mouse.
1. March into the Sea - 3:30
2. Dashboard - 4:06
3. Fire It Up - 4:34
4. Florida - 2:57
5. Parting of the Sensory - 5:34
6. Missed the Boat - 4:24
7. We've Got Everything - 3:40
8. Fly Trapped in a Jar - 4:29
9. Education - 3:56
10. Little Motel - 4:44
11. Steam Engenius - 4:26
12. Spitting Venom - 8:27
13. People as Places as People - 3:42
14. Invisible - 3:59

## Formazione
- Isaac Brock
- Jeremiah Green
- Eric Judy
- Johnny Marr
- Tom Peloso
- Joe Plummer